# Tony Award de la meilleure actrice dans une pièce

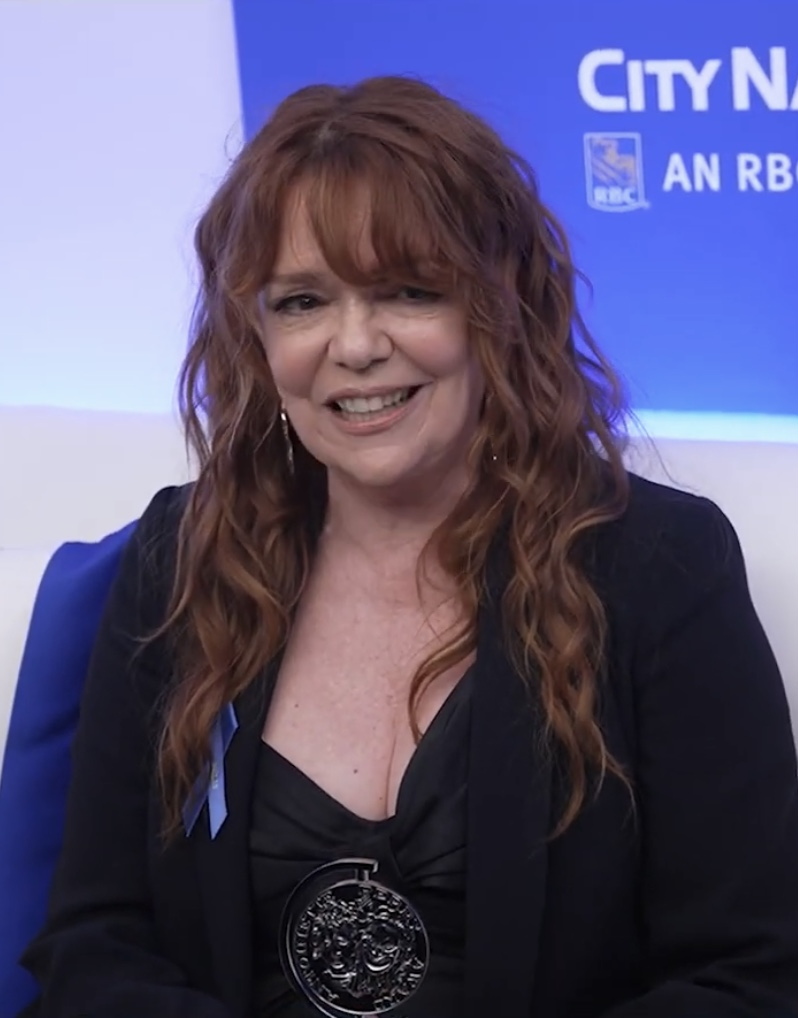
Deirdre O'Connell lors de la 75e cérémonie des Tony Awards en juin 2022, lauréate pour son rôle dans Dana H.

Cette liste présente les gagnantes du Tony Award de la meilleure actrice dans une pièce (Best Actress in a Play), depuis la création de la récompense en 1947.

## Meilleure actrice

### Années 1940
- 1947 : Helen Hayes dans Happy Birthday (Addie) et Ingrid Bergman dans Jeanne de Lorraine (Mary Grey) - ex æquo
- 1948 : Judith Anderson dans Medea (Medea)
- 1949 : Martita Hunt dans The Madwoman of Chaillot (Comtesse Aurelia, la Folle de Chaillot)

### Années 1950
- 1950 : Shirley Booth dans Come Back, Little Sheba (Lola)
- 1951 : Uta Hagen dans The Country Girl (Georgie Elgin)
- 1952 : Julie Harris dans I Am a Camera (Sally Bowles)
- 1953 : Shirley Booth dans Time of the Cuckoo (Leona Samish)
- 1954 : Audrey Hepburn dans Ondine (Ondine)
- 1955 : Nancy Kelly dans The Bad Seed (Christine Penmark)
- 1956 : Julie Harris dans The Lark (Joan of Arc)
- 1957 : Margaret Leighton dans Separate Tables (Mrs. Shankland/Miss Railton-Bell)
- 1958 : Helen Hayes dans Time Remembered (La Duchesse du Pont-Au-Bronc)
- 1959 : Gertrude Berg dans A Majority of One (Mrs. Jacoby)

### Années 1960
- 1960 : Anne Bancroft dans The Miracle Worker (Annie Sullivan)
- 1961 : Joan Plowright dans A Taste of Honey (Josephine)
- 1962 : Margaret Leighton dans The Night of the Iguana (Hannah Jelkes)
- 1963 : Uta Hagen dans Who's Afraid of Virginia Woolf? (Martha)
- 1964 : Sandy Dennis dans Any Wednesday (Ellen Gordon)
- 1965 : Irene Worth dans Tiny Alice (Miss Alice)
- 1966 : Rosemary Harris dans The Lion in Winter (Eleanor of Aquitaine)
- 1967 : Beryl Reid dans The Killing of Sister George (June Buckridge)
- 1968 : Zoe Caldwell dans The Prime of Miss Jean Brodie (Miss Jean Brodie)
- 1969 : Julie Harris dans Forty Carats (Ann Stanley)

### Années 1970
- 1970 : Tammy Grimes dans Private Lives (Amanda Prynne)
- 1971 : Maureen Stapleton dans The Gingerbread Lady (Evy Meara)
- 1972 : Sada Thompson dans Twigs (différents personnages)
- 1973 : Julie Harris dans The Last of Mrs. Lincoln (Mary Todd Lincoln)
- 1974 : Colleen Dewhurst dans A Moon for the Misbegotten (Josie Hogan)
- 1975 : Ellen Burstyn dans Same Time, Next Year (en) (Doris)
- 1976 : Irene Worth dans Sweet Bird of Youth (Princess Kosmonopolis)
- 1977 : Julie Harris dans The Belle of Amherst (différents personnages)
- 1978 : Jessica Tandy dans The Gin Game (Fonsia Dorsey)
- 1979 : Constance Cummings dans Wings (Emilly Stilson) et Carole Shelley dans The Elephant Man (Mrs. Kendal) - ex æquo

### Années 1980
- 1980 : Phyllis Frelich dans Children of a Lesser God (Sarah Norman)
- 1981 : Jane Lapotaire dans Piaf (Edith Piaf)
- 1982 : Zoe Caldwell dans Medea (Medea)
- 1983 : Jessica Tandy dans Foxfire (Annie Nations)
- 1984 : Glenn Close dans The Real Thing (Annie)
- 1985 : Stockard Channing dans A Day in the Death of Joe Egg (Sheila)
- 1986 : Lily Tomlin dans The Search for Signs of Intelligent Life in the Universe (différents personnages)
- 1987 : Linda Lavin dans Broadway Bound (Kate)
- 1988 : Joan Allen dans Burn This (Anna Mann)
- 1989 : Pauline Collins dans Shirley Valentine (Shirley Valentine)

### Années 1990
- 1990 : Maggie Smith dans Lettice and Lovage (Lettice Douffet)
- 1991 : Mercedes Ruehl dans Lost in Yonkers (Bella)
- 1992 : Glenn Close dans Death and the Maiden (Paulina Salas)
- 1993 : Madeline Kahn dans The Sisters Rosensweig (Dr Gorgeous Teitelebaum)
- 1994 : Diana Rigg dans Medea (Medea)
- 1995 : Cherry Jones dans The Heiress (Catherine Sloper)
- 1996 : Zoe Caldwell dans Master Class (Maria Callas)
- 1997 : Janet McTeer dans A Doll's House (Nora Helmer)
- 1998 : Marie Mullen dans The Beauty Queen of Leenane (Maureen Folan)
- 1999 : Judi Dench dans Amy's View (Esmé Allen)

### Années 2000
- 2000 : Jennifer Ehle dans The Real Thing (Annie)
- 2001 : Mary-Louise Parker dans Proof (Catherine)
- 2002 : Lindsay Duncan dans Private Lives (Amanda Prynne)
- 2003 : Vanessa Redgrave dans Long Day's Journey into Night (Mary Cavon Tyrone)
- 2004 : Phylicia Rashad dans A Raisin in the Sun (Lena Younger)
- 2005 : Cherry Jones dans Doubt (Sister Aloysius Bouvier)
- 2006 : Cynthia Nixon dans Rabbit Hole (en) (Becca Corbett)
- 2007 : Julie White dans The Little Dog Laughed (Diane)
- 2008 : Deanna Dunagan pour le rôle de Violet Weston dans August: Osage County
  - Eve Best dans le rôle de Ruth dans Le Retour
  - Kate Fleetwood pour le rôle de Lady Macbeth dans Macbeth
  - Sharon Epatha Merkerson pour le rôle de Lola Delaney dans Come Back, Little Sheba
  - Amy Morton pour le rôle de Barbara Weston-Fordham dans August: Osage County
- 2009 : Marcia Gay Harden pour le rôle de Veronica Vallon dans Le Dieu du carnage
  - Hope Davis pur le rôle de Annette dans Le Dieu du carnage
  - Jane Fonda pour le rôle de Katherine Brandt dans 33 Variations
  - Janet McTeer pour le rôle de Marie Stuart dans Marie Stuart
  - Harriet Walter pour le rôle de Élisabeth Ire dans Marie Stuart

### Années 2010
- 2010 : Viola Davis pour le rôle de Rose Maxson dans Fences
  - Valerie Harper pour le rôle de Tallulah Bankhead dans Looped
  - Linda Lavin pour le rôle de Ruth Steiner dans Collected Stories
  - Laura Linney pour le rôle de Sarah Goodwin dans Time Stands Still
  - Jan Maxwell pour le rôle de Julie Cavendish dans The Royal Family
- 2011 : Frances McDormand pour le rôle de Margie Walsh dans Good People
  - Nina Arianda pour le rôle de Emma 'Billie' Down dans Born Yesterday
  - Lily Rabe pour le rôle de Portia dans Le Marchand de Venise
  - Vanessa Redgrave pour le rôle de Daisy Werthan dans Driving Miss Daisy
  - Hannah Yelland pour le rôle de Laura Jesson dans Brief Encounter
- 2012 : Nina Arianda pour le rôle de Vanda dans La Vénus à la fourrure
  - Tracie Bennett pour le rôle de Judy Garland dans The End of the Rainbow
  - Stockard Channing pour le rôle de Polly Wyeth dans Other Desert Cities
  - Linda Lavin pour le rôle de Rita Lyons dans The Lyons
  - Cynthia Nixon pour le rôle de Vivian Bearing dans Wit
- 2013 : Cicely Tyson pour le rôle de Carrie Watts dans The Trip to Bountiful
  - Laurie Metcalf pour le rôle de Juliana Smithton dans The Other Place
  - Amy Morton pour le rôle de Martha dans Qui a peur de Virginia Woolf ?
  - Kristine Nielsen pour le rôle de Sonia dans Vania et Sonia et Macha et Spike
  - Holland Taylor pour le rôle de Ann Richards dans Ann
- 2014 : Audra McDonald pour le rôle de Billie Holiday dans Lady Day at Emerson's Bar and Grill
  - Tyne Daly pour le rôle de Katharine Gerard dans Mothers and Sons
  - Cherry Jones pour le rôle de Amanda Wingfield dans La Ménagerie de verre
  - Estelle Parsons pour le rôle de Alexandra dans The Velocity of Autumn
  - Latanya Richardson pour le rôle de Lena Younger dans Un raisin au soleil
- 2015 : Helen Mirren pour le rôle de Élisabeth II dans The Audience
  - Geneva Carr pour le rôle de Margery dans Hand to God
  - Elisabeth Moss pour le rôle de Heidi Holland dans The Heidi Chronicles
  - Carey Mulligan pour le rôle de Kyra Hollis dans Skylight
  - Ruth Wilson pour le rôle de Marianne dans Constellations
- 2016 : Jessica Lange pour le rôle de Mary Tyrone dans Le Long Voyage vers la nuit
  - Laurie Metcalf pour le rôle de Annie Wilkes dans Misery
  - Lupita Nyong'o pour le rôle de la fille dans Eclipsed
  - Sophie Okonedo pour le rôle de Elizabeth Proctor dans Les Sorcières de Salem
  - Michelle Williams pour le rôle de Una Spencer dans Blackbird
- 2017 : Laurie Metcalf pour le rôle de Nora Jorgensen dans A Doll's House, Part 2
  - Cate Blanchett pour le rôle de Anna Petrovna dans Platonov
  - Jennifer Ehle pour le rôle de Mona Juul dans Oslo
  - Sally Field pour le rôle de Amanda Wingfield dans La Ménagerie de verre
  - Laura Linney pour le rôle de Regina Hubbard Giddens dans The Little Foxes
- 2018 : Glenda Jackson pour le rôle de A dans Three Tall Women
  - Condola Rashād pour le rôle de Jeanne d'Arc dans Sainte Jeanne
  - Lauren Ridloff pour le rôle de Sarah Norman dans Les Enfants du silence
  - Amy Schumer pour le rôle de Corky dans Meteor Shower
- 2019 : Elaine May pour le rôle de Gladys Green dans The Waverly Gallery
  - Annette Bening pour le rôle de Kate Keller dans Ils étaient tous mes fils
  - Laura Donnelly pour le rôle de Caitlin Carney dans The Ferryman
  - Janet McTeer pour le rôle de Sarah Bernhardt  dans Bernhardt/Hamlet
  - Laurie Metcalf pour le rôle de Hillary Clinton dans Hillary and Clinton
  - Heidi Schreck dans What the Constitution Means to Me

### Années 2020
- 2020 : Mary-Louise Parker dans The Sound Inside
  - Joaquina Kalukango pour le rôle de Kaneisha dans Slave
  - Laura Linney pour le rôle de Lucy Barton dans My Name is Lucy Barton
  - Audra McDonald pour le rôle de Frankie dans Frankie and Johnny in the Clair de Lune
- 2022 : Deirdre O'Connell pour le rôle de Dana dans Dana H.
  - Gabby Beans pour le rôle de Sabina dans The Skin of Our Teeth
  - LaChanze pour le rôle de Wiletta Mayer dans Trouble in Mind
  - Ruth Negga pour le rôle de Lady Macbeth dans Macbeth
  - Mary-Louise Parker pour le rôle de Li'l Bit dans How I Learned to Drive
- 2023 : Jodie Comer pour le rôle de Tessa dans Prima Facie
  - Jessica Chastain pour le rôle de Nora Helmer dans Une maison de poupée
  - Jessica Hecht pour le rôle de Alice dans Summer, 1976
  - Audra McDonald pour le rôle de Suzanne Alexander dans Ohio State Murders
- 2024 : Sarah Paulson – Appropriate dans le rôle d'Antoinette "Toni" Lafayette
  - Betsy Aidem – Prayer for the French Republic dans le rôle de Marcelle Salomon Benhamou
  - Jessica Lange – Mother Play dans le rôle de Phyllis
  - Rachel McAdams – Mary Jane dans le rôle de Mary Jane
  - Amy Ryan – Doubt: A Parable dans le rôle de Sister Aloysius Beauvier
- 2025 : Sarah Snook – The Picture of Dorian Gray dans le rôle de Dorian Gray, et al.
  - Laura Donnelly – The Hills of California dans le rôle de Veronica / Joan
  - Mia Farrow – The Roommate dans le rôle de Sharon
  - Latanya Richardson – Purpose dans le rôle de Claudine Jasper
  - Sadie Sink – John Proctor Is the Villain dans le rôle de Shelby Holcomb